# Casshern
Casshern (bra: Casshern ou Casshern - Reencarnado do Inferno; prt: Casshern) é um filme japonês de 2004, dos gêneros drama, fantasia e ficção científica, dirigido por Kazuaki Kiriya, com roteiro de Dai Sato e do próprio diretor inspirado no mangá Casshan, criado por Tatsuo Yoshida.

## Enredo
No final do século 21, o planeta está dividido entre a Europa e a Federação do Leste. Cinquenta anos de guerra e a Federação do Leste sai vitoriosa, mas é uma vitória vazia, pois o mundo foi devastado por armas químicas, biológicas e nucleares, deixando a humanidade à beira da extinção. Neste contexto, um cientista surge com uma nova descoberta que, de um lado é a esperança de salvação e de outro, o empurrão final para o fim.[carece de fontes?]

## Elenco
- Yusuke Iseya - Tetsuya Azuma / Casshern
- Kumiko Aso - Luna Kozuki
- Akira Terao - Dr. Kotaro Azuma
- Kanako Higuchi - Midori Azuma
- Fumiyo Kohinata - Dr. Kozuki
- Hiroyuki Miyasako - Akubon
- Mayumi Sada - Sagurê
- Jun Kaname - Barashin
- Hidetoshi Nishijima - Coronel Kamijo
- Mitsuhiro Oikawa - Kaoru Naito
- Susumu Terajima - Sakamoto
- Mayu Tsuruta - Esposa de Burai
- Ryou - San Ikegami
- Tetsuji Tamayama - Sekiguchi
- Youko Moriguchi - Mãe de Luna